# اچ‌ام‌اس ترنت (۱۷۵۷)
اچ‌ام‌اس ترنت (۱۷۵۷) (به انگلیسی: HMS Trent (1757)) یک کشتی بود که طول آن ۱۱۸ فوت ۵٫۵ اینچ (۳۶٫۱ متر) بود. این کشتی در سال ۱۷۵۷ ساخته شد.